# Giovannino de Grassi
Giovannino de'Grassi (1350 - 1498)  foi um pintor, escultor e criador de iluminuras nascido na Itália.
Seu ano de nascimento não é certo e as poucas informações sobre sua vida estão registradas nos anais da Veneranda Fabrica del Duomo, em Milão. Participou, como arquiteto, da construção da Catedral da cidade.
Em 1370 ilustrou cerca de 50 páginas do Livro de horas de João Galeácio Visconti, obra que se encontra hoje na Biblioteca Nacional de Florença. A obra foi em parte finalizada por Belbello da Pavia.
Seu Taccuino dei disegni (álbum de desenhos conservados na Biblioteca Angelo Mai de Bérgamo), com suas cenas de atividades cotidianas, animais e desenhos da natureza, é considerado como o exemplo mais importante de arte gótica tardia na Itália. Realizado no fim do Trecento para a corte dos Visconti, compreende 77 desenhos e 24 letras ornamentadas.
Seu discípulo mais famoso foi Michelino da Besozzo.